# Jacques Christaud-Pipola
Jacques Roland Christaud-Pipola, né à Voiron le 13 août 1948, est un pilote, entraîneur et juge arbitre international de bobsleigh, auteur et commentateur sportif français.
Il participe aux Jeux olympiques d'hiver de 1968 à Grenoble et aux Jeux olympiques d'hiver de 1972 à Sapporo en bob à deux.

## Biographie
Jacques Christaud-Pipola effectue sa première descente en bobsleigh en 1964, à l'âge de 16 ans.
Il participe à cinq championnats d'Europe, six championnats du monde et à deux éditions consécutives des Jeux olympiques d'hiver, en 1968 et 1972, dans l'épreuve de bob à deux avec son frère Gérard. Il arrête la compétition en 1974.
En 1976, il entraîne l'équipe de France de bobsleigh, aux Jeux olympiques d'hiver de 1976 à Innsbruck.
En 1980, il devient président de la Fédération française des sports de glace et membre de la Fédération internationale de bobsleigh et de tobogganing.
En 1984, il devient commentateur pour la chaîne de télévision France 2.
En 1988 et 1992, il fait partie du Comité national olympique et sportif français.
En 1995, il organise la Coupe du monde de bobsleigh, retransmise dans 14 pays par Eurosport.

## Décorations
- Officier de l'ordre national du Mérite (15 mai 2000)[4]

## Ouvrages
- Jacques Christaud et Daniel Daneyrolles, Le bobsleigh, Éditions Chiron, coll. « Chiron Sports », 4 janvier 1980, 96 p. (ISBN 2-7027-0281-3, présentation en ligne)